# Pero propinqua
Pero propinqua là một loài bướm đêm trong họ Geometridae.